# Nikołaj Rasza
Nikołaj Karłowicz Rasza (ros. Николай Карлович Раша; ur. 14 października?/26 października 1877, zm. 14 września 1918) – rosyjski pułkownik Sztabu Generalnego od 6 grudnia 1913.

## Życiorys
Ukończył Moskiewską Szkołę Wojskową, Nikołajewską Akademię Sztabu Generalnego jako jeden z przodujących.
Dowódca kompanii, starszy adiutant sztabu 26 Dywizji Piechoty (10 czerwca 1905 – 28 lutego 1911).
Zastępca sekretarza Zarządu Głównego Sztabu Generalnego (wywiadu wojskowego, 28 lutego 1911 – 27 marca 1914), sekretarz tego Zarządu od 27 marca 1914 do 1 sierpnia 1916.
Po 1 marca 1017 objął dowództwo 48 Odeskiego Pułku Piechoty.
W Armii Czerwonej od 18 maja 1918. Szef wydziału transportu etapowo-transportowego oddziału zarządu szefa łączności wojskowej w moskiewskim okręgu łączności. Wchodził w skład komisji przeglądu Statutu służby polowej (przewodniczący Aleksiej Gutor), utworzonej na mocy rozkazu Wszechrosyjskiego Sztabu Generalnego nr 52 z 27 sierpnia 1918. 
Aresztowany przez Czeka 03 sierpnia 1918 w Moskwie. Przetrzymywany w więzieniu Tagańskim i areszcie Czeka. Rozstrzelany. Zrehabilitowany dekretem Prokuratury Generalnej Federacji Rosyjskiej z 26 października 1999 .